# Ɨ̧̂
Cette page contient des caractères spéciaux ou non latins. S’ils s’affichent mal (▯, ?, etc.), consultez la page d’aide Unicode.
Ɨ̧̂ (minuscule : ɨ̧̂), appelé I barré accent circonflexe cédille, est un graphème utilisé dans l’écriture du mundani et du vute. Il s’agit de la lettre I diacritée d’une barre inscrite, d’un accent circonflexe et d'une cédille.

## Utilisation
En mundani, ‹ ɨ̧̂ › est utilisé pour représenter une voyelle ‹ ɨ › nasalisée avec un ton descendant, par exemple dans mɨ̧̂ « aussi ».

## Représentations informatiques
Le I barré accent circonflexe cédille peut être représenté avec les caractères Unicode suivants :
- décomposé et normalisé NFD (latin étendu B, alphabet phonétique international, diacritiques) :

| formes    | représentations | chaînes de caractères | points de code       | descriptions                                                                       |
| --------- | --------------- | --------------------- | -------------------- | ---------------------------------------------------------------------------------- |
| capitale  | Ɨ̧̂               | Ɨ◌̧◌̂                   | U+0197 U+0327 U+0302 | lettre majuscule latine i barré diacritique cédille diacritique accent circonflexe |
| minuscule | ɨ̧̂               | ɨ◌̧◌̂                   | U+0268 U+0327 U+0302 | lettre minuscule latine i barré diacritique cédille diacritique accent circonflexe |